# نظام‌نامه تولید تصویر متحرک

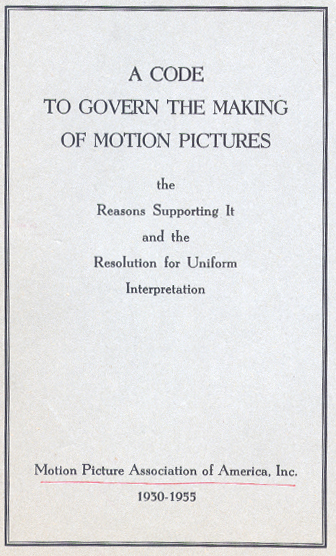
جلد قوانین کد تولید تصویر متحرک، ۱۹۳۴

کد تولید تصاویر متحرک (انگلیسی: Motion Picture Production Code) یا کد هیز مجموعه‌ای از قوانین اخلاقی در سینمای آمریکا بوده که از سال ۱۹۳۰ تا ۱۹۶۸ اجرا می‌شده‌است.
این قوانین اولین بار توسط ویل اچ. هیز رئیس انجمن سینمای آمریکا در سال ۱۹۳۰ تهیه و تنظیم و در سال ۱۹۳۴ به شدت اجرا شده‌است.
قوانین تصویب شده شامل عدم نشان دادن صحنه‌های جنسی، برهنگی، تجارت غیرقانونی مواد مخدر، روش‌های دقیق دزدی و سرقت، وحشی‌گری، فحاشی، ناسزاگویی به مقدسات، تمسخر ادیان، برده‌داری سفیدپوستان و فروش زنان بوده‌است.
در اواخر دهه ۱۹۶۰ میلادی استفاده از این قوانین متوقف و سیستم درجه‌بندی فیلم‌ها توسط انجمن تصاویر متحرک آمریکا جایگزین آن شد.